# Йонас Баужа
Йо́нас Баужа (рос. Йонас Винцович Баужа,нар. 14 лютого 1942, Таураге — пом. 5 жовтня 2001, Москва) — литовський та радянський футболіст, Воротар, майстер спорту СРСР (1962).

## Кар'єра
Йонас Баужа - вихованець футбольного клубу «Спартак» Вільнюс. В 1959 у дебютував за вільнюський «Спартак», який на той час виступав у класі «Б» чемпіонату СРСР. У своєму дебютному сезоні Йонас відразу став основним воротарем клубу і провів за команду 21 гру, пропустивши всього лише десять м'ячів. За підсумками сезону команда посіла п'яте місце в чемпіонаті. Наступний сезон команда Йонаса початку в класі «А». За вільнюський клуб Баужа виступав до 1962 року. У літнє міжсезоння він покинув команду і приєднався до московського ЦСКА. У дебютному сезоні Йонас провів за армійців 28 матч з 32 і зайняв разом з клубом четверте місце. В сезоні 1964 року він разом з ЦСКА завоював свої перші медалі, посівши третє місце в чемпіонаті, роком пізніше він повторив цей результат.
У складі «армійців» Баужа виступав 7 років, провівши 144 матчі в чемпіонаті і 6 матчів у кубку СРСР, двічі (у 1964 і 1965 роках) був бронзовим призером першості СРСР. Також зголосився до складу збірної СРСР на відбіркові матчі чемпіонату Європи, але на поле не виходив. Після закінчення сезону 1968 а Баужа покинув ЦСКА і перейшов у московське «Динамо», проте там він не зміг виграти боротьбу за місце в стартовому складі у Лева Яшина і провів за півтора року в клубі всього три матчі. Не витримавши конкуренції в основі «біло-блакитних», Баужа перейшов у московський «Спартак».
У складі нового клубу дебютував 10 травня 1970 року. У 1970 році Йонас Баужа разом зі «Спартаком» став бронзовим призером чемпіонату, а у 1971 році став володарем Кубка СРСР. У «Спартаку» Баужа провів 2 сезони, і цей виграний у другому з них трофей - кубок СРСР - свій єдиним виступів, причому в цих матчах він був гравцем основи «червоно-білих», провівши 6 ігор.
У 1972 році футболіст перейшов в одеський «Чорноморець», що виступав в першій лізі, в якому він і завершив свою футбольну кар'єру.